# Burg auf der Breslauer Dominsel

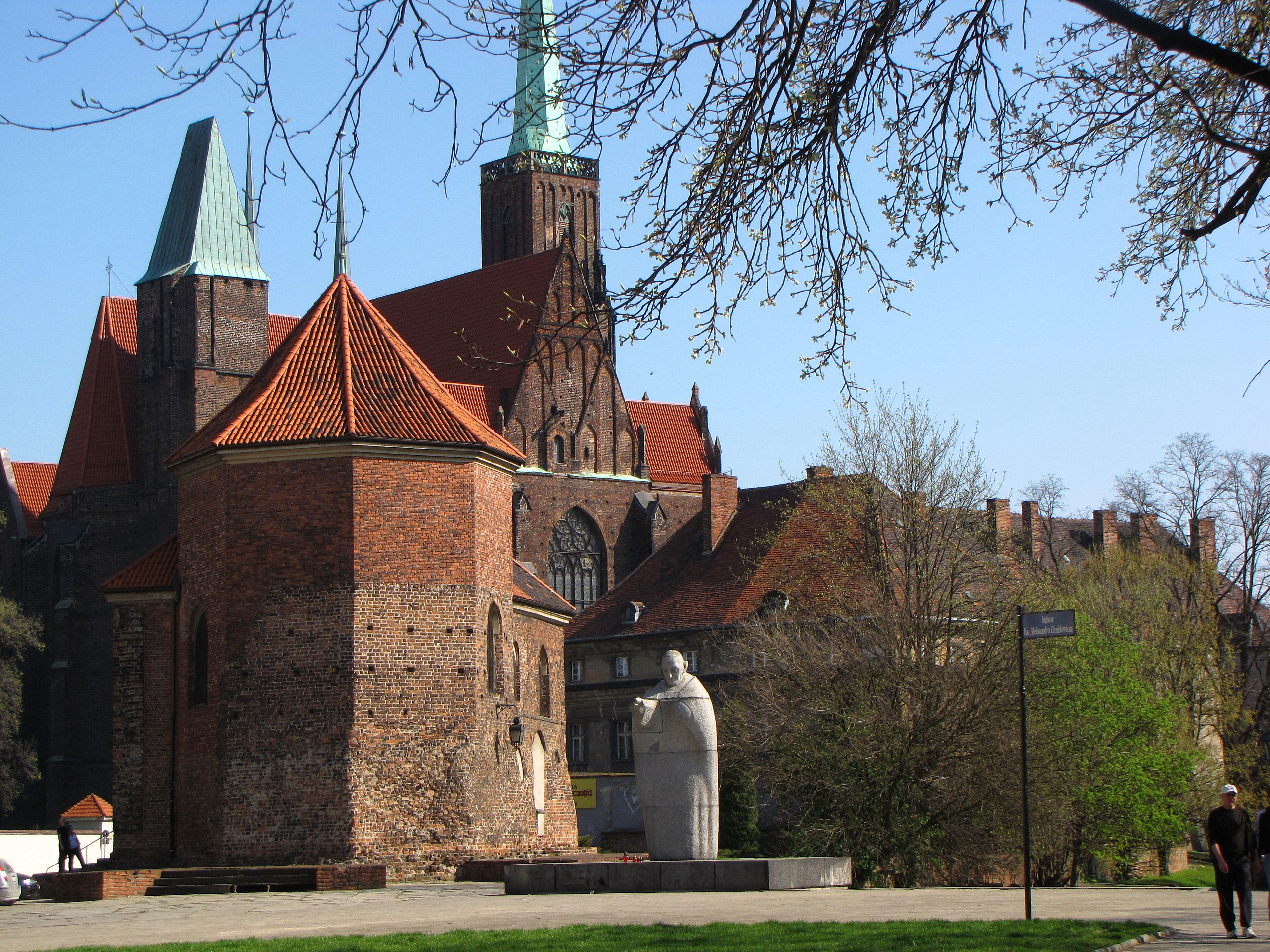
Martinskirche, ehemalige Burgkapelle

Die Burg auf der Breslauer Dominsel (polnisch Zamek na Ostrowie Tumskim we Wrocławiu) ist eine ehemalige Burg auf der Dominsel in der Oder im Zentrum von Breslau. 

## Geschichte
Bereits im 10. Jahrhundert befand sich hier ein slawische Festung, um die die Stadt Breslau entstand. Sie gehörte den Kastellanen von Breslau und ab dem 12. Jahrhundert den Schlesischen Piasten. Diese ließen auch eine backsteingotische Burganlage errichten, von der nur noch die Burgkapelle Sankt Martin erhalten ist, die bis auf den Palatin Piotr Włostowic zurückgehen soll. Während des Ersten Mongoleneinfall in Polen brannten die Bürger Breslaus ihre Stadt nieder und flüchteten in die Burg, die von den Mongolen nicht eingenommen werden konnte. Heinrich der Weiße und Heinrich Probus bauten die Burg im 13. Jahrhundert weiter aus. Die Nachfolger der Schlesischen Heinriche vernachlässigten jedoch die Burg, auf der sie nicht mehr residierten. Kaiser Wenzel wollte die Burg zwar Ende des 14. Jahrhunderts ausbauen, hierzu kam es jedoch nicht mehr. Vielmehr gelangte sie in Kirchenbesitz und verfiel immer mehr. Die Reste der Burg wurden im Zweiten Weltkrieg zerstört. Bis auf die Burgkapelle sind nur noch Mauerreste der einst prächtigen gotischen Burganlage erhalten.